# Karl I của Áo
Karl I của Áo (1887 – 1922) (Karl IV của Hungary, Croatia; Karl III của Bohemia) là vị hoàng đế cuối cùng đế quốc Áo-Hung và họ Habsburg, lên ngôi từ ngày 21 tháng 11 năm 1916 sau khi hoàng đế Franz Joseph I qua đời và trị vì cho đến khi ngày 11 tháng 11 năm 1918 thì Karl I buộc phải thoái vị. Sau khi Karl I thoái vị và chạy trốn khỏi Viên, đế quốc Áo-Hung cũng tan rã và triều đại Habsburg không còn tồn tại ở châu Âu.

## Thân thế
Karl I sinh tại Persenbeug, Áo, là con trưởng của Đại công tước Otto (em trai ruột của Đại công tước Thái tử Franz Ferdinand của Áo) và là cháu nội của Đại công tước Karl Ludwig (em trai ruột của Hoàng đế Franz Joseph I của Áo). Chính vì thế, Karl I gọi Hoàng đế Franz Joseph I là ông bác. Sau khi người bác ruột của ông là Hoàng thái tử Franz Ferdinand bị ám sát tại Sarajevo (xem Vụ ám sát Thái tử Áo-Hung), và hoàng đế Franz Joseph qua đời vào năm 1916, Karl lên ngôi hoàng đế, trong bối cảnh đế quốc Áo-Hung đang tham gia Chiến tranh thế giới thứ nhất.

## Hoàng đế Áo-Hung
Ngày 23 tháng 3 năm 1917, Karl I gửi một lá thư mật đến Tổng thống Pháp Raymond Poincaré đề nghị hòa bình. Trong lá thư này, ông ủng hộ ý định của Pháp đòi lại 2 tỉnh Alsace và Lorraine và Đức sẽ rút quân khỏi Bỉ. Tổng thống Pháp chấp nhận đề nghị của Karl I nhưng với một điều kiện nữa là nước Áo phải cắt đất cho România và Ý. Karl I từ chối và đế quốc Áo-Hung tiếp tục theo đuổi chiến tranh. Nội dung bức thư được công bố vào tháng 4 năm 1918 và mặc dù Karl I đã từ chối thừa nhận nhưng đây vẫn được xem như một sự rạn nứt trong Liên minh Trung tâm.
Sau khi Cách mạng Tháng Mười Nga thành công, làn sóng cách mạng ngày càng dâng cao ở đế quốc Áo-Hung. Các dân tộc đòi tách khỏi đế quốc, giành quyền độc lập. Trước tình hình đó, ngày 16 tháng 10 năm 1918, ông tuyên bố cải cách đế quốc Áo-Hung thành một liên bang các quốc gia dân tộc và trao quyền tự quyết cho các dân tộc nhưng cải cách cuối cùng đã thất bại. Ngày 28 tháng 10, Tiệp Khắc tuyên bố tách khỏi đế quốc Áo-Hung. Ngày 21 tháng 10, Quốc hội Lâm thời Áo được thành lập. Ngày 3 tháng 11, Đế quốc Áo-Hung đầu hàng các nước phe Hiệp ước, rút khỏi Chiến tranh thế giới thứ nhất. Ngày 11 tháng 11 năm 1918, nghe tin đế quốc Đức sụp đổ, Wilhelm II chạy sang Hà Lan, Karl I biết ngày tàn của triều đại Habsburg đã đến nên trốn khỏi thủ đô Viên. Ngày 12 tháng 11, Karl I tuyên bố thoái vị và nước Cộng hòa Áo được thành lập.
Tháng 3 năm 1919, ông rời khỏi nước Áo và đến tháng 4 thì Quốc hội Áo chính thức hạ bệ ông. Hai lần vào năm 1921 ông thất bại trong việc giành lại ngai vàng tại Hungary và bị trục xuất khỏi Hungary, ông phải sống lưu vong tại đảo Madeira và qua đời ở đó vào năm 1922 khi 35 tuổi.